# Lagoa Salgada
Lagoa Salgada est une municipalité brésilienne située dans l'État du Rio Grande do Norte.